# Serviço de valor agregado

Classificação dos Serviços de Telecomunicações.

Um serviço de valor agregado (VAS) é um termo popular do setor de telecomunicações para serviços não essenciais ou, em suma, todos os serviços além de chamadas de voz e transmissões de fax padrão. No entanto, pode ser usado em qualquer setor de serviços, para serviços disponíveis com pouco ou nenhum custo,   para promover seus negócios principais. No setor de telecomunicações, em um nível conceitual, os serviços de valor agregado agregam valor à oferta de serviços padrão, incentivando os assinantes a usar mais seu telefone e permitindo que a operadora aumente seu ARPU. Para os telefones móveis, tecnologias como SMS, MMS e acesso a dados eram historicamente consideradas serviços de valor agregado, mas nos últimos anos o acesso a SMS, MMS e dados tornou-se cada vez mais serviços essenciais, e o VAS começou a excluir esses serviços.
Os serviços de VAS móveis podem ser classificados em:
- EVA do comportamento do consumidor
- VAS de rede
- Enterprise VAS

Também pode ser feita uma distinção entre o conteúdo padrão (ponto a ponto) e o conteúdo pago. Esses são chamados de serviços móveis de valor agregado (MVAS), geralmente chamados de VAS.
Os serviços de valor agregado são fornecidos internamente pela própria operadora de rede móvel ou por um provedor de serviços de valor agregado (VASP), também conhecido como provedor de conteúdo (CP), como All Headline News ou Reuters.
Os VASPs geralmente se conectam ao operador usando protocolos como SMPP (Short Message Peer to Peer Protocol), conectando-se diretamente ao SMSC (Short Message Service Center) ou, cada vez mais, a um gateway de mensagens que oferece ao operador um melhor controle do conteúdo.

## Principais serviços de valor agregado
- Transmissão ao vivo
- Serviços baseados em localização
- Alertas de chamadas perdidas e caixa de correio de voz
- Publicidade para celular
- Serviços baseados em dinheiro móvel e M-commerce
- Serviços de TV móvel e OTT
- Toques
- Jogo on line
- Tom de toque (RBT e RRBT)
- Serviços premium de bate-papo e namoro por SMS
- Serviços de informação e lazer
- Adesivos
- Downloads de conteúdo WAP